# Reprezentacja Polski w piłce wodnej mężczyzn
Reprezentacja Polski w piłce wodnej mężczyzn – drużyna piłki wodnej reprezentująca Polskę w zawodach międzynarodowych, powoływana przez selekcjonera, w której mogą występować wyłącznie zawodnicy posiadający obywatelstwo polskie. Za jej funkcjonowanie odpowiedzialny jest Komitet Techniczny Piłki Wodnej Polskiego Związku Pływackiego (PZP), który jest członkiem Międzynarodowej Federacji Pływackiej (FINA).

## Historia
Data pierwszego oficjalnego meczu reprezentacji Polski jest nieznana. Największym osiągnięciem Biało-Czerwonych jest 3. miejsce na Spartakiadzie Armii Zaprzyjaźnionych 1977 w Hawanie pod wodzą selekcjonera Ryszarda Łuczaka, dzięki czemu mieli szansę na udział w turnieju olimpijskim 1980 w Moskwie, jednak ostatecznie z powodów finansowych nie uczestniczyli w turnieju, a zamiast nich władze wysłały na turniej reprezentację Polski w hokeju na trawie.

## Aktualna kadra
| zawodnik              | klub                              | rok urodzenia | trener klubowy    |
| --------------------- | --------------------------------- | ------------- | ----------------- |
| Mateusz BOMBA         | WTS Polonia Bytom                 | 2001          | Krzysztof Paczyna |
| Bartosz BORKOWSKI     | Nekera AZS Uniwersytet Warszawski | 1996          | Marcin Bar        |
| Przemysław BROŃCZYK   | Alfa Gorzów Wielkopolski          | 2001          | Grzegorz Knap     |
| Kamil BRZOZOWSKI      | WTS Polonia Bytom                 | 2004          | Krzysztof Paczyna |
| Patryk CEBO           | WTS Polonia Bytom                 | 1997          | Krzysztof Paczyna |
| Grzegorz CEGIELSKI    | Alfa Gorzów Wielkopolski          | 2002          | Grzegorz Knap     |
| Michał DIAKONÓW       | Arkonia Szczecin                  | 1983          | Andrzej Zabdyr    |
| Bartosz GRABIŃSKI     | SV Krefeld 72 e.v.                | 2006          |                   |
| Emil KALATA           | Nekera AZS Uniwersytet Warszawski | 1999          | Marcin Bar        |
| Piotr KĘDZIOR         | Nekera AZS Uniwersytet Warszawski | 2006          | Marcin Bar        |
| Bartłomiej KOWALEWSKI | Waterpolo Poznań                  | 1994          | Tomasz Różycki    |
| Maksymilian KRAKOWIAK | Nekera AZS Uniwersytet Warszawski | 2002          | Marcin Bar        |
| Andrzej MACIEJEWSKI   | Nekera AZS Uniwersytet Warszawski | 1998          | Marcin Bar        |
| Jan OLEKSÓW           | ŁSTW Łódź                         | 1996          | Edward Kujawa     |
| Aleksander OZGA       | Nekera AZS Uniwersytet Warszawski | 2001          | Marcin Bar        |
| Radosław PACZYNA      | WTS Polonia Bytom                 | 2000          | Krzysztof Paczyna |
| Igor PIECUCH          | ŁSTW Łódź                         | 1996          | Edward Kujawa     |
| Jan SKALIŃSKI         | KSZO Ostrowiec                    | 2005          | Robert Serwin     |
| Jakub STRUZIK         | WTS Polonia Bytom                 | 1999          | Krzysztof Paczyna |
| Marcel SYLWESTROWICZ  | ŁSTW Łódź                         | 2004          | Edward Kujawa     |
| Oskar SZYMONIK        | Alfa Gorzów Wielkopolski          | 1994          | Grzegorz Knap     |
| Kacper ŚLUSARCZYK     | ŁSTW Łódź                         | 1996          | Edward Kujawa     |

## Udział w turniejach międzynarodowych

### Igrzyska olimpijskie
Reprezentacja Polski nigdy nie zakwalifikowała się do turnieju.
| 1900 | Nie uczestniczyła       | Nie uczestniczyła       |
| 1904 | Nie uczestniczyła       | Nie uczestniczyła       |
| 1908 | Nie uczestniczyła       | Nie uczestniczyła       |
| 1912 | Nie uczestniczyła       | Nie uczestniczyła       |
| 1920 | Nie uczestniczyła       | Nie uczestniczyła       |
| 1924 | Nie uczestniczyła       | Nie uczestniczyła       |
| 1928 | Nie uczestniczyła       | Nie uczestniczyła       |
| 1932 | Nie uczestniczyła       | Nie uczestniczyła       |
| 1936 | Nie uczestniczyła       | Nie uczestniczyła       |
| 1948 | Nie uczestniczyła       | Nie uczestniczyła       |
| 1952 | Nie uczestniczyła       | Nie uczestniczyła       |
| 1956 | Nie uczestniczyła       | Nie uczestniczyła       |
| 1960 | Nie uczestniczyła       | Nie uczestniczyła       |
| 1964 | Nie zakwalifikowała się | Nie zakwalifikowała się |
| 1968 | Nie zakwalifikowała się | Nie zakwalifikowała się |
| 1972 | Nie zakwalifikowała się | Nie zakwalifikowała się |
| 1976 | Nie zakwalifikowała się | Nie zakwalifikowała się |
| 1980 | Nie zakwalifikowała się | Nie zakwalifikowała się |
| 1984 | Nie zakwalifikowała się | Nie zakwalifikowała się |
| 1988 | Nie zakwalifikowała się | Nie zakwalifikowała się |
| 1992 | Nie zakwalifikowała się | Nie zakwalifikowała się |
| 1996 | Nie zakwalifikowała się | Nie zakwalifikowała się |
| 2000 | Nie zakwalifikowała się | Nie zakwalifikowała się |
| 2004 | Nie zakwalifikowała się | Nie zakwalifikowała się |
| 2008 | Nie zakwalifikowała się | Nie zakwalifikowała się |
| 2012 | Nie zakwalifikowała się | Nie zakwalifikowała się |
| 2016 | Nie zakwalifikowała się | Nie zakwalifikowała się |
| 2020 | Nie zakwalifikowała się | Nie zakwalifikowała się |

### Mistrzostwa świata
Reprezentacja Polski nigdy nie zakwalifikowała się do turnieju.
| 1973 | Nie zakwalifikowała się | Nie zakwalifikowała się |
| 1975 | Nie zakwalifikowała się | Nie zakwalifikowała się |
| 1978 | Nie zakwalifikowała się | Nie zakwalifikowała się |
| 1982 | Nie zakwalifikowała się | Nie zakwalifikowała się |
| 1986 | Nie zakwalifikowała się | Nie zakwalifikowała się |
| 1991 | Nie zakwalifikowała się | Nie zakwalifikowała się |
| 1994 | Nie zakwalifikowała się | Nie zakwalifikowała się |
| 1998 | Nie zakwalifikowała się | Nie zakwalifikowała się |
| 2001 | Nie zakwalifikowała się | Nie zakwalifikowała się |
| 2003 | Nie zakwalifikowała się | Nie zakwalifikowała się |
| 2005 | Nie zakwalifikowała się | Nie zakwalifikowała się |
| 2007 | Nie zakwalifikowała się | Nie zakwalifikowała się |
| 2009 | Nie zakwalifikowała się | Nie zakwalifikowała się |
| 2011 | Nie zakwalifikowała się | Nie zakwalifikowała się |
| 2013 | Nie zakwalifikowała się | Nie zakwalifikowała się |
| 2015 | Nie zakwalifikowała się | Nie zakwalifikowała się |
| 2017 | Nie zakwalifikowała się | Nie zakwalifikowała się |
| 2019 | Nie zakwalifikowała się | Nie zakwalifikowała się |
| 2022 | Nie zakwalifikowała się | Nie zakwalifikowała się |

### Puchar świata
Reprezentacja Polski nigdy nie zakwalifikowała się do turnieju.
| 1979 | Nie zakwalifikowała się | Nie zakwalifikowała się |
| 1981 | Nie zakwalifikowała się | Nie zakwalifikowała się |
| 1983 | Nie zakwalifikowała się | Nie zakwalifikowała się |
| 1985 | Nie zakwalifikowała się | Nie zakwalifikowała się |
| 1987 | Nie zakwalifikowała się | Nie zakwalifikowała się |
| 1989 | Nie zakwalifikowała się | Nie zakwalifikowała się |
| 1991 | Nie zakwalifikowała się | Nie zakwalifikowała się |
| 1993 | Nie zakwalifikowała się | Nie zakwalifikowała się |
| 1995 | Nie zakwalifikowała się | Nie zakwalifikowała się |
| 1997 | Nie zakwalifikowała się | Nie zakwalifikowała się |
| 1999 | Nie zakwalifikowała się | Nie zakwalifikowała się |
| 2002 | Nie zakwalifikowała się | Nie zakwalifikowała się |
| 2006 | Nie zakwalifikowała się | Nie zakwalifikowała się |
| 2010 | Nie zakwalifikowała się | Nie zakwalifikowała się |
| 2014 | Nie zakwalifikowała się | Nie zakwalifikowała się |
| 2018 | Nie zakwalifikowała się | Nie zakwalifikowała się |

### Mistrzostwa Europy
Reprezentacja Polski 2-krotnie uczestniczyła w turnieju. Najwyższe osiągnięcie to 12. miejsce w 1991.
| 1926 | Nie uczestniczyła       | Nie uczestniczyła       |
| 1927 | Nie uczestniczyła       | Nie uczestniczyła       |
| 1931 | Nie uczestniczyła       | Nie uczestniczyła       |
| 1934 | Nie uczestniczyła       | Nie uczestniczyła       |
| 1938 | Nie uczestniczyła       | Nie uczestniczyła       |
| 1947 | Nie zakwalifikowała się | Nie zakwalifikowała się |
| 1950 | Nie zakwalifikowała się | Nie zakwalifikowała się |
| 1954 | Nie zakwalifikowała się | Nie zakwalifikowała się |
| 1958 | Nie zakwalifikowała się | Nie zakwalifikowała się |
| 1962 | Nie zakwalifikowała się | Nie zakwalifikowała się |
| 1966 | Nie zakwalifikowała się | Nie zakwalifikowała się |
| 1970 | Nie zakwalifikowała się | Nie zakwalifikowała się |
| 1974 | Nie zakwalifikowała się | Nie zakwalifikowała się |
| 1977 | Nie zakwalifikowała się | Nie zakwalifikowała się |
| 1981 | Nie zakwalifikowała się | Nie zakwalifikowała się |
| 1983 | Nie zakwalifikowała się | Nie zakwalifikowała się |
| 1985 | Nie zakwalifikowała się | Nie zakwalifikowała się |
| 1987 | Nie zakwalifikowała się | Nie zakwalifikowała się |
| 1989 | Awans                   | 13. miejsce             |
| 1991 | Awans                   | 12. miejsce             |
| 1993 | Nie zakwalifikowała się | Nie zakwalifikowała się |
| 1995 | Nie zakwalifikowała się | Nie zakwalifikowała się |
| 1997 | Nie zakwalifikowała się | Nie zakwalifikowała się |
| 1999 | Nie zakwalifikowała się | Nie zakwalifikowała się |
| 2001 | Nie zakwalifikowała się | Nie zakwalifikowała się |
| 2003 | Nie zakwalifikowała się | Nie zakwalifikowała się |
| 2006 | Nie zakwalifikowała się | Nie zakwalifikowała się |
| 2008 | Nie zakwalifikowała się | Nie zakwalifikowała się |
| 2010 | Nie zakwalifikowała się | Nie zakwalifikowała się |
| 2012 | Nie zakwalifikowała się | Nie zakwalifikowała się |
| 2014 | Nie zakwalifikowała się | Nie zakwalifikowała się |
| 2016 | Nie zakwalifikowała się | Nie zakwalifikowała się |
| 2018 | Nie zakwalifikowała się | Nie zakwalifikowała się |
| 2020 | Nie zakwalifikowała się | Nie zakwalifikowała się |
| 2022 | Nie zakwalifikowała się | Nie zakwalifikowała się |